# Шуберт, Готтхард
Готтхард Шуберт (нем. Gotthard Schubert; 1 августа 1913, Хёнигерн, Силезия, Германская империя — 3 апреля 1985, Висбаден, ФРГ) — гауптштурмфюрер СС, начальник отделения полиции безопасности и СД в Замостье и осуждённый военный преступник.

## Биография
Готтхард Шуберт родился 1 августа 1913 года в семье помещика. Посещал школу в Карслруэ и Кройцберге. В марте 1933 года сдал экзамен на аттестат зрелости. С 1 октября 1933 года работал в кадастровом управлении, где был помощником по измерениям в Карлсруэ, а с 1 апреля 1936 года был внештатным сотрудником в Ратиборе.
1 апреля 1933 года присоединился к Штурмовым отрядам (СА). 1 мая 1933 года вступил в НСДАП. Осенью 1936 года поступил на службу в гестапо. 1 декабря 1936 года проходил обучение на комиссара уголовной полиции в гестапо в Оппельне. С 4 мая 1938 года обучался в офицерской школе полиции безопасности в Шарлоттенбурге. 20 января 1939 года был зачислен в ряды СС (№ 314110). В марте 1939 года был переведён в отделение гестапо в Троппау в Судетской области, в качестве начальника одного из отделов. Здесь в его ведении находились церковные дела, дела меньшинств, саботажа и пограничного движения с протекторатом.
19 августа 1938 года был переведён в Вену и зачислен в айнзацкоманду 3 айнзацгруппы I. Участвовал в польской кампании в качестве офицера связи. В конце декабря 1939 года был переведён в отделение командира полиции безопасности и СД в Люблине. Там в отделе IV занимался церковными вопросами, вопросами вооружения и экономики. В феврале 1940 года получил звание оберштурмфюрера СС и комиссара уголовной полиции. В том же месяце был награждён Крестом «За военные заслуги» 2-го класса с мечами. В июне 1941 года стал начальником отделения полиции безопасности и СД в Замостье. Осенью 1942 года был переведён в Люблин. В 1943 году ему было присвоено звание гауптштурмфюрера СС. В сентябре 1943 года был восстановлен на прежней должности в Замостье и оставался на посту до эвакуации города немцами в июле 1944 года. Шуберт участвовал в акции «Праздник урожая», в ходе которой 14 000 евреев из концлагеря Майданек и лагеря Пониатова были расстреляны. В дальнейшем был направлен в качестве офицера связи полиции безопасности с частями вермахта сначала в 4-ю танковую армию, а с августа 1944 года в 1-ю танковую армию в Венгрии и с октября 1944 года до капитуляции служил в 49-м горном армейском корпусе.
10 мая 1945 года под именем Питруски попал в советский плен. 15 мая 1950 года военный трибунал в Москве за деятельность в гестапо приговорил Шуберта к 25 годам трудовых лагерей. После пребывания в различных лагерях 15 октября 1955 года был освобождён и вернулся в ФРГ. Шуберт переехал к своей матери, которая жила недалеко от Марбурга, и стал работать клерком в частной компании. 1 января 1957 года был принят на службу в полицию Гессена. На момент заключения под стражу в декабре 1960 года был начальником отдела регистрации в земельном управлении уголовной полиции в Гессене. 6 декабря 1960 года был отстранён от службы. После освобождения из следственного изолятора 17 августа 1961 года работал в продуктовом магазине шурина, а потом в табачном магазине в Висбадене, который за это время открыла его жена. 1 марта 1973 года был приговорён земельным судом Висбадена за пособничество в убийстве 28 000 человек к 6 годам заключения.